# Chisocheton polyandrus
Chisocheton polyandrus är en tvåhjärtbladig växtart som beskrevs av Merrill. Chisocheton polyandrus ingår i släktet Chisocheton och familjen Meliaceae. Inga underarter finns listade i Catalogue of Life.